# یکشه

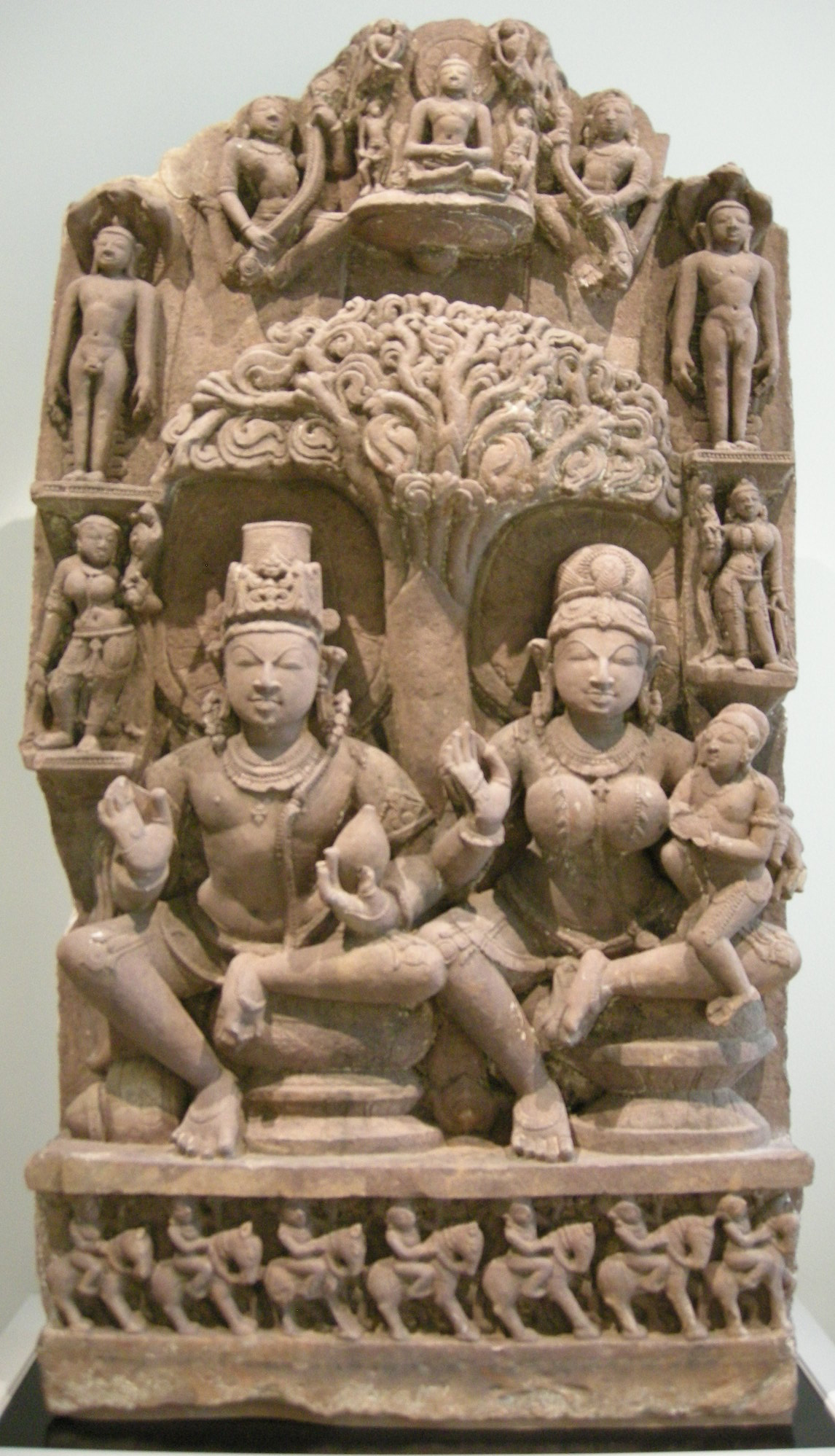
زوج یکشه و یکشینی به همراه تیرتانکاراها

یکشه‌ها در آیین بودیسم متأخر به همراه همتاهای مادینه آن‌ها موسوم به یکشینی‌ها, اهریمن‌های گوشتخوار بدطینت به شمار می‌رفتند. این‌ها در اصل ایزدان محلی خیرخواه طبیعت بودند که اگر از راه درست آرام شوند, اجتماع را حفظ می‌کنند اما اگر آنچنان که باید پرستش نشوند به شکل بیماری و بلایای طبیعی از مردم انتقام می‌گیرند. همچنین اعتقاد بر این بود که آنان نیروهای جادویی زیادی مثل قابلیت تغییر شکل دارند. یکشینی‌ها را در ارتباط با درختان در نظر می‌گرفتند. در تمدن دره سند که به نوعی نخستین تمدن هندی به شمار می‌رود, آثار آنیمیستی فراوان درباره پرستش سنگ‌ها, درخت‌ها و جانوران به عنوان جایگاه ارواح نیک یافت شده است که آن را می‌توان پیش زمینه ظهور یکشه‌ها و ناگه‌ها در فرهنگ هندی در نظر گرفت.